# Role-playing game no Brasil

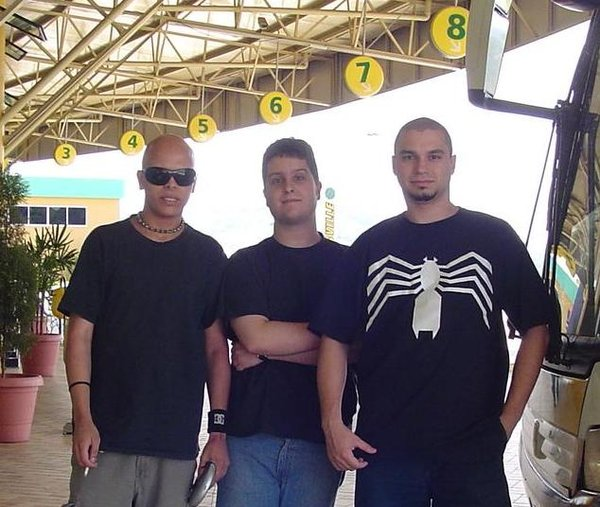
JM Trevisan, Leonel Caldela e Marcelo Del Debbio, autores brasileiros de RPG na Nação HQ-2008

O role-playing game também conhecido como RPG (em português: "jogo narrativo", "jogo de interpretação de papéis" ou "jogo de representação"), chegou ao Brasil na década de 1980 de forma não oficial, por meio da chamada “Geração Xerox”, com livros importados e traduzidos informalmente pelos próprios jogadores. A partir dos anos 1990, começaram a surgir publicações licenciadas e títulos brasileiros, marcando o início de uma era de popularização entre os anos 1990 e 2000. O hobby se desenvolveu com o apoio de revistas especializadas, encontros de jogadores, editoras independentes e a criação de material original em português. Jogos como Dungeons & Dragons, Vampiro: A Máscara e o brasileiro 3D&T ajudaram a consolidar uma base de fãs ativa e criativa. Com o tempo, o RPG no Brasil passou a incluir formatos impressos, digitais, eventos de live-action e produções online. Embora ainda nichado, o cenário é pujante, especialmente com o fortalecimento do financiamento coletivo como modelo de publicação e fomento à produção independente.
Atualmente, o RPG é reconhecido e incentivado pelo Ministério da Educação (MEC) como um método pedagógico eficaz, capaz de desenvolver cooperação, raciocínio lógico, criatividade e habilidades socioemocionais em estudantes.. Sua aplicação em sala de aula é tema de teses acadêmicas, simpósios e projetos educacionais, consolidando-o como uma ferramenta valiosa para o aprendizado.
Contudo, essa aceitação contrasta com um passado marcado por preconceito e desinformação. Assim como nos EUA, onde Dungeons & Dragons foi alvo do pânico satânico nos anos 1980, o Brasil também viveu uma onda de histeria contra os RPGs. O ápice desse movimento foi o Caso de Ouro Preto (2001), quando um crime real foi erroneamente associado ao jogo Vampiro: A Máscara. O episódio desencadeou uma série de reações extremas, incluindo queimas públicas de livros, reportagens sensacionalistas e até propostas de lei que buscavam censurar ou proibir os RPGs. O legado desse período foi a inclusão dos RPGs no Sistema de Classificação Indicativa Brasileiro, uma medida única, já que, diferentemente de filmes ou games, os RPGs são jogos narrativos, não obras audiovisuais.

## História

### Década de 1980
No início dos anos 80, os RPGs ainda não tinham sido lançados oficialmente no Brasil, os jogadores que cresciam em número tinham que esperar que um amigo ou parente fosse para fora do país para poder conseguir títulos ainda distantes das prateleiras. Nesse turbilhão de dificuldades para conseguir um livro de RPG nasceu uma geração que alguns chamam de Geração Xerox, devido à forma como obtinha e/ou compartilhava os títulos importados. Em 1986, a Rede Globo estreia a animação Caverna do Dragão (Dungeons and Dragons no original, adaptação do RPG de mesmo nome. No entanto, o jogo de RPG nunca chegou a ser publicado oficialmente por editoras brasileiras naquela época.
Nos final dos anos 80 era possível achar ou encomendar livros de RPG através de grandes livrarias em São Paulo e no Rio de Janeiro, porém havia alguns obstáculos a serem transpostos. Os livros, por serem importados, não eram baratos. Além disso era necessário saber um pouco de inglês para poder jogar. Os RPGs desta época mais jogados eram o Dungeons & Dragons, Middle-Earth Role Playing (ou Merp) e Rolemaster. Em 1987, surge a Devir Livraria, uma gibiteria importadora de quadrinhos e RPG.
Em 1989, uma versão portuguesa de Dungeon and Dragons, publicada pela Sociedade Tipográfica S.A. Jogos de ficção científica, como Traveller e Spacemaster também estavam no mercado.
Isto perdurou até o lançamento da série de livros-jogos Aventuras Fantásticas (Fighting Fantasy) pela Marques Saraiva em 1989. Esses livros permitiam ao leitor interagir diretamente com a história, fazendo escolhas e utilizando regras simples inspiradas em mecânicas de RPG, característica própria dos livros-jogos britânicos.

### Década de 1990
Em 1991 é lançado o Tagmar, o 1º RPG brasileiro, editado pela GSA. Com uma ambientação inspirada nos livros de J.R.R Tolkien, foi acusado injustamente de ser baseado no D&D, mas na verdade tinha um sistema bem diferente, com ambientação inspirada em O Senhor dos Anéis de J. R. R. Tolkien. O jogo chegou a fazer sucesso, mas a editora fechou em 1997. Ainda em 1991, é lançado o GURPS pela Devir Livraria. Em 1992, a dupla Tarquínio Teles e Maurício Amaral publica um prótótipo de um jogo de espionagem nas páginas de Superjogos, um spin-off da revista  SuperInteressante da Editora Abril, dois anos depois, o jogo seria lançado com o nome Demos Corporation. A GSA lança O Desafio dos Bandeirantes de Carlos Klimick, Luiz Eduardo Ricon e Flávio Andrade, a Grow lança Classic Dungeon e DragonQuest, jogos de tabuleiro com elementos de RPG da TSR, Inc (mesma empresa de Dungeons & Dragons), em 1993, lança a primeira versão de Dungeons & Dragons no país. A empresa também publicou um jogo de tabuleiro baseado em Caverna do Dragão, À Procura do Dungeonmaster (Quest for the Dungeonmaster) publicando originalmente pela TSR Inc em 1984, curiosamente, foi usado o nome original do Mestre dos Magos (Dungeon Master). Também em 1993, a Devir organiza o primeiro Encontro Internacional de RPG.
Em 1994, a Estrela lança HeroQuest, outro jogo de tabuleiro com elementos de RPG, e no Rio de Janeiro surge a editora Nova Vecchi com o RPG nacional de humor Monstros, além da revista Black Lotus dirigida a cardgame e RPG, esta última editada por Alexandre Cabral, responsável pela reformulação de quadrinhos do jornal O Globo. Enquanto isto, em São Paulo, a Editora Trama lança a revista Dragon, depois renomeada para Dragão Brasil, editada por Marcelo Cassaro e no mesmo ano a IDD lançou a revista Dragão Dourado, um misto de revista em quadrinhos e RPG.  A revista Dragão Brasil fazia adaptações para a diversos sistemas sem ter uma licença. A aproveitando que os RPGs chegaram oficialmente no país, a Marques Saraiva publica as adaptações para RPG da série Aventuras Fantástica. A Devir publica Mulheres Machonas Armadas até os Dentes.
Em 1995, a Editora Abril Jovem conseguiu uma licença para publicar o AD&D no Brasil, mas como o RPG era um jogo considerado demasiado "cult", a editora decidiu lançar primeiro a versão simplificada das regras do AD&D 2ª Edição, o First Quest. A editora também publicaria o jogo de cartas colecionáveis Spellfire, a revista Dragon. e os livros-jogos "Você é o herói" (Endless Quest no original). O editor responsável foi Rogério Saladino, embora estivesse na Trama, Cassaro conhecia Saladino e colaborou com a Dragon, após o cancelamento das publicações na Abril, Saladino migra para a Dragão Brasil. Surge o Encontro de RPG de Viçosa, realizado na Universidade Federal de Viçosa. A GSA publica Millenia, RPG de ficção científica e space opera criado por Paulo Vicente Alves e Ygor Morais Silva.
Ainda em 1995, é lançado pela Talismã a primeira edição de Arkanun, um RPG criado por Marcelo Del Debbio, colaborador da revista Dragão Brasil, e logo em seguida a editora publicaria Trevas, do mesmo autor, um RPG lançado na forma de revista. Em outubro de 1995, é lançada nas páginas da revista Dragão Brasil Especial nº 1, a primeira versão de Defensores de Tóquio de Marcelo Cassaro, um sistema simples que satirizava produções japonesas: animes, tokusatsus e vídeo games, Defensores de Tóquio foi planejado para ser um suplemento para Toon - No Mundo Dos Desenhos da Steve Jackson Games, que foi lançado pela Devir no ano seguinte, contudo, as negociações não foram bem-sucedidas.
Uma outra grande editora entra no mercado, a Ediouro, que lança Shadowrun, um misto de fantasia e cyberpunk e Middle-Earth Role Playing publicado como nome de "Senhor dos Anéis - Jogos de Aventura", quatro volumes da série de livro-jogos "Aventuras na Terra-Média", versão de Middle-Earth Quest e a revista especializada The Universe of RPG, assim como a Abril, a Ediouro não dá continuidade na linha, em 1996, Shadowrun é republicado pela Devir, que também publica os suplementos e romances, além de outros RPGs cyberpunk como Cyberpunk 2020 e GURPS Cyberpunk.
Em 1997, é lançada as linhas de livros-jogos educativos "Jogos de RPG - Português em Outras Palavras" e "Coleção RPG", escritos por Rosana Rios e aria Silvia Gonçalvesp e publicados pela Editora Scipione.  Eles surgiram principalmente como uma resposta a acusações de que o RPG teria um efeito negativo nos seus jogadores, podendo até levar a crimes (as ligações entre o RPG e esses crimes foram posteriormente desmentidas.) A editora Akritó lança um outro RPG brasileiro, Era do Caos de Carlos Klimick e Flávio Andrade. A Editora Escala publica a revista Saga, que dura apenas três edições.
Publicado na Dragão Brasil Especial nº 7, de outubro de 1998, surge a terceira versão de Defensores de Tóquio, conhecida como 3D&T, que passou a ser o nome oficial do sistema, que deixa de ser restrito a paródias de produções orientais e passa a ser um sistema genérico, essa foi uma mudança foi estratégica: sem depender de licenças estrangeiras ou disputas editoriais, o 3D&T se tornou uma alternativa 100% brasileira. Nesse mesmo, ano, consegue a licença do Street Fighter: The Storytelling Game da White Wolf, publicado com o nome de Street Fighter: O Jogo de RPG, autorização pra usar os jogos Street Fighter Zero 3, Final Fight, Mortal Kombat, Darkstalkers e Megaman, como cenários para o sistema 3D&T. A publicação de Street Fighter da White Wolf, causou um impasse com a Devir , então detentora dos direitos da editora americana no Brasi, já que a Trama lançou o título sem intermediação. Como as ilustrações pertenciam à White Wolf, foram substituídas por artes oficiais da Capcom e por desenhos de Érica Awano e Lydia Megumi Oide. Ao final, a Trama teve de pagar os royalties diretamente à White Wolf, e não à Capcom. A Devir lança Castelo Falkenstein.
Em 1999, inspirado no GURPS Lite, a Devir lança o Mini-Gurps, uma versão compacta do sistema, para essa versão, são lançados suplementos com temas brasileiros: Mini-GURPS O descobrimento do Brasil, Mini-Gurps Entradas e Bandeiras e Mini-GURPS Quilombo dos palmares, escritos por Luiz Eduardo Ricon, coautor de O Desafio dos Bandeirantes. À época, graças à tradução de diversos títulos e à crescente popularidade dos RPGs, o Brasil figurava entre os 50 maiores mercados consumidores de produtos relacionados a role-playing games. Em maio 1999, Cassaro, Trevisan e Saladino, lançam o cenário de Tormenta, como encarte especial da edição 50 da Dragão Brasil, logo ficariam conhecidos como Trio Tormenta. A Devir assume AD&D, que agora pertencia a Wizards of the Coast, dona do  jogo de cartas colecionáveis Magic: The Gathering, que também é publicado pela Devir desde 1995.
Em 2000, a Devir publica um suplemento de Mulheres Machonas Armadas até os Dentes: Mulheres Machonas no Planeta dos Macacos, escrito por Artur Vecchi, capa e artes de Lourenço Mutarelli.

### Década de 2000
Em 2001, a Devir lança a Terceira Edição de Dungeons & Dragons, lançada no ano anterior, a versão do jogo traz uma novidade, uma licença que permite que outras empresas usem regras de Dungeons and Dragons em seus jogos, mesmo que se distanciem da temática medieval, surgem assim a Open Game License (OGL) e o Sistema d20. Essa licença  permitiu que outras editoras usassem as regras do jogo sem precisar pagar royalties, desde que cumprissem as condições da OGL. O SRD (System Reference Document), publicado pela Wizards of the Coast em 2000, fornece a base de regras do D&D 3ª e 3.5 edições para que editoras e autores terceirizados possam criar materiais compatíveis sem pagar royalties. Esse movimento coincidiu com a popularização da internet, impulsionando o surgimento de uma cena de RPG indie local. Pequenas editoras e autores independentes passaram a usar a OGL para lançar seus próprios jogos, muitos dos quais adaptavam as regras do d20 a cenários e gêneros variados. No mesmo ano em que ocorreu o assassinato de Aline Silveira Soares em Ouro Preto, Iinvestigadores e a mídia alegaram que a morte da jovem estava relacionada ao RPG Vampiro: A Máscara,interpretando equivocadamente o jogo como envolvido em magia negra e rituais satânicos ligados ao homicídio, o jogo chegou a ser proibido. Por conta disso, RPGs passam a ser incluídos no Sistema de Classificação Indicativa Brasileiro. Em 2002, uma lei de Vila Velha, Espírito Santo, chegou a proibir a venda de livros de RPG na cidade.
A revista Comix Milênio, publicda pela Editora Escala publica Dragão Verde, escrito por Worney Almeida de Souza e ilustrado por Thais Linhares. Nesse mesmo ano, é realizado o I Simpósio RPG e Educação.
Em 2003, é lançado o site Dark Sun Brasil, uma versão do site Athas.org, um fansite americano autorizado  pela Wizards of the Coast de Dark Sun, um cenário de campanha criado para a AD&D. No mesmo ano, no site RedeRPG, o blogueiro David Valiant elege São Jorge como padroeiro do RPG no Brasil. Fábio Emilio Costa  traduz o sistema Fudge para o Fudge Brasil, criado em 1992 por Steffan O'Sullivan.
A Editora Comic Store lança em 2004 o OPERA RPG, que além de apresentar regras lógicas e ágeis para se jogar RPG em qualquer cenário, ensina como funciona a sua estrutura básica, permitindo que qualquer jogador possa criar novas regras compatíveis com seu sistema. A Devir lança D&D 3.5. A Manticora produz o RPG Power Cars para a Fundação Volkswagen, lançado no Salão do Automóvel de São Paulo, o jogo guarda semelhanças com a franquia Transformers da Hasbro. Marcos Tanaka lança o livro SIMPLES – Sistema Inicial para Mestres-Professores Lecionarem através de uma Estratégia Motivadora. É lançado Angus RPG, baseado na série literária de Orlando Paes Filho.
Em 2005 é lançado o RPGQuest, sistema para iniciantes, retornando às origens de jogos de tabuleiro misturados com interpretação e jogos de contar histórias, com distribuição em bancas de jornais e lojas de brinquedos, pela Talismã (novo nome da editora Trama), Cassaro lança Ação!!!, utilizando uma licença OGL, o jogo é inspirado no D20 Modern, o Trio Tormenta sai da Talismã e deixa a revista Dragão Brasil, surgem duas outras revistas de RPG para outras editoras, a RPGMaster (dedicada a 3D&T) para a Mythos Editora e Dragon Slayer para a Manticora, dedicada a D20 e OGL, a revista conta com a participação da equipe da D20 Saga, também publicada pela editora, inspirado no D&D publicado pela Grow, Cassaro lança pela Manticora o Primeira Aventura, que chegou a ser comparado com First Quest a Dragão Brasil é assumida pela equipe do site RedeRPG, um dos mais conhecidos portais de RPG na internet ainda em 2005, o RPG brasileiro Tagmar retornou ao público em uma versão completamente remodelada e livre para download, o Tagmar 2.0. Diferente da licença aberta da OGL, Tagmar 2.0 foi regido pela licença Creative Commons Atribuição-NãoComercial, que permitia o uso e a redistribuição do jogo desde que não fosse para fins comerciais. A nova versão da Dragão Brasil volta a ter parceria com a Devir e a Daemon Editora. A Devir traduz o o GURPS Lite Quarta Edição, que é distribuído gratuitamente durante o Sampa RPG, logo em seguida é encartado na revista Dragão Brasil nº 115,  e disponibilizado em formato e-book nos site oficiais da Steve Jackson Games e da Devir.
Cada vez mais focado no sistema d20 e na OGL, Marcelo Cassaro lançou em 2006, pela Editora JBC, o 4D&T, que, apesar do nome, não é uma continuação direta do 3D&T tradicional, mas sim uma adaptação do sistema d20 para dados de seis lados, publicada sob a Open Game License (OGL), a Editora Escala passa a publicar a Dragon Slayer, também 2006, a RedeRPG deixa a revista Dragão Brasil, A Caladwin Editora lança uma adaptação para sistema D20 de um livro da série Aventuras Fantásticas, O Feiticeiro da Montanha de Fogo de Ian Livingstone e Steve Jackson (um escritor e designer britânico, homônimo do criador do GURPS), adaptado por Jamie Wallis e publicado originalmente em 2003 pela editora inglesa Myriador.
Em 2007, a revista Dragão Brasil é assumida por Sílvio Compagnoni Martins, ex-editor da Devir, a Caladwin anuncia a publicação de "Réia – Cenário de Campanha" de Marcelo Telles do site RedeRPG, o cenário havia sido apresentado por Marcelo na revista Dragão Brasil nº 117. Telles também organizou Crônicas da 7a Lua publicado pela Conclave, que também iria ser apresentado na revista, mas acabou não se concretizando, ambos os cenários foram criados para o Sistema d20.
Em 2008, a revista Dragão Brasil é cancelada após 123 edições, um marco de revistas do gênero no país, Em 2008, o 3D&T voltou a ser publicado no Brasil pela Jambô Editora, rebatizado como 3D&T Alpha. O manual foi lançado em formato impresso e em PDF gratuito, disponível no site da editora. Essa iniciativa ampliou o acesso ao sistema, consolidando o 3D&T como um dos RPGs mais populares e acessíveis do país. Em 2009, a Devir trouxe ao Brasil a Quarta Edição de Dungeons & Dragons, que introduziu a licença GSL (Game System License). Essa licença revogava a OGL anterior e era incompatível com ela, proibindo a publicação simultânea de material compatível tanto com a GSL (4ª Edição) quanto com a OGL (3ª e 3.5). No entanto, a própria OGL, por seus termos, é irrevogável e continuou sendo amplamente usada. Em 2009, o SRD do Fate 2.0, traduzido por Fábio Emílio Costa, foi liberado gratuitamente. Fate é baseado no sistema Fudge, originalmente com uma licença restrita, Fudge foi relançado em 2005 sob a Open Game License. A Caladwin publica a segunda adaptação de um livro-jogo da série Aventuras Fantásticas As Cavernas da Feiticeira da Neve, a série de livros-jogos Aventuras Fantásticas voltam a ser  publicadas pela Jambô Editora. A Devir a Quarta Edição de GURPS, a Dragon Slayer passa a trazer matérias sobre 3D&T Alpha. , um RPG "old school", inspirado em D&D,  diferente dos , o jogo não se baseia em uma versão específica de  Dungeons & Dragons, as regras são oriundas de várias edições do jogo, por conta disso, a editora define o jogo como um retro-golem. Em 2009,a partir da edição 24 a produção da Dragon Slayer ficou a cargo da Jambô Editora, editora que assumiu os títulos de Tormenta, os autores Guilherme Dei Svaldi, Gustavo Brauner e Leonel Caldela assumindo o lugar do Trio Tormenta como editores e passam ser conhecidos "Trio Tormenta Ultimate".
Em 2010, a Redbox Editora lança Old Dragon, um RPG "old school" inspirado em Dungeons & Dragons. Embora inspirado nos retroclones — que recriam versões antigas específicas de D&D com regras padronizadas — Old Dragon se diferencia da rigidez desses jogos por ser uma mistura única, com regras que combinam elementos de várias edições. Por isso, é definido como um "retro-golem". Old Dragon usa a Open Game License (OGL), do Sistema d20, como base para seu conjunto de regras. Além disso, adota uma das licenças Creative Commons, que permite a terceiros criar obras derivadas, seja para fins comerciais ou não. As edições 29 e 30 da revista Dragon Slayer, apresentam as regras para aventuras em Titan, o cenário de Aventuras Fantásticas, baseado nas regras originais dos livros-jogos e usando apenas dados de seis faces, o texto é de Gustavo Brauner, que traduziu a série de livros-jogos publicados pela Jambô.

### Década de 2010
Em agosto de 2011, o primeiro financiamento coletivo de um RPG indie brasileiro apareceu, Violentina, de autoria de Eduardo Caetano despontou no movere.me, e foi um sucesso, iniciando a corrente de RPGs indies no país. Nesse mesmo ano, surge a Fundação OGL Brasil, apesar do nome, a organização alegava não ter nenhuma ligação com a Open Game Foundation. Em 2012, a Retropunk inicia um financiamento coletivo para publicar Savage Worlds, um RPG genérico da  Pinnacle Entertainment Group.
Em 2013, a revista foi cancelada na edição 40, a Jambô divulgou que passaria a publicar material diretamente no seu site oficial. A Devir anuncia a publicação do Pathfinder RPG da Paizo, a editora publicava as revistas "Dungeon" e "Dragon" sob licença da Wizards of the Coast (que agora é uma subsidiária da Hasbro), porém, com o lançamento da Quarta Edição de Dungeons & Dragons, o contrato foi rescindido, além disso, a nova licença GSL, restringiu mais ainda o trabalho da editora, Pathfinder é inspirado nas regras de D&D 3.5, o que lhe rendeu o apelido de "D&D 3.75".
Em 2014, a Galápagos Jogos publica o RPG de Star Wars da Fantasy Flight Games,  a Solar Entretenimento lança um projeto de financiamento de coletivo para publica a mais recente edição de FATE.
Em 2015, a New Order Editora publica Legend of the Five Rings, embora o jogo de cartas colecionáveis originais permaneça inédito no país, a Devir publicou em 2005, a segunda edição do suplemento Oriental Adventures (traduzido como  "Aventuras Orientais") para a terceira edição Dungeons and Dragons que utilizou o cenário do jogo, Rokugan.
Em 2016, a Jambô Editora retorna com a Dragão Brasil, mas desta vez em formato digital, através de financiamento coletivo, e publicou Dragon Age RPG, baseado na franquia videogames de mesmo nome da BioWare, Shadowrun volta ao país pela New Order. Neste mesmo ano surge mais uma editora brasileira -  Lampião Game Studio- um coletivo de autores independentes que lança neste ano o RPG Déloyal. Nos próximos anos a Lampião Game Studio iria lançar mais de 20 RPG no mercado.
Em 2017, a Devir deixa de publicar GURPS no país. A editora Fire on Board anuncia o lançado da 5ª Edição de Dungeons & Dragons, porém, após uma disputa entre editoras, a publicação foi suspensa. A Jambô anuncia o lançamento de romances de Dungeons and Dragons. Em outubro do mesmo ano, morre Douglas Quinta Reis, um dos fundadores da Devir,, no ano seguinte, o dia 24 de fevereiro, data de nascimento de Reis é escolhida como o Dia Nacional do RPG. Uma nova versão do RPGQuest intitulada RPGQuest – A Jornada do Herói, foi publicada através um financiamento coletivo na plataforma Catarse.
Em Maio de 2018 é lançado o Tagmar 3, que é segunda versão lançada pelo Projeto Tagmar. Em novembro, a New Order Editora lança uma campanha de financiamento coletivo de Starfinder Roleplaying Game, cenário de space opera e fantasia científica da Paizo. Em dezembro, a Galápagos Jogos anunciou que publicará a 5ª Edição de Dungeons and Dragons, com lançamento previsto para o segundo semestre de 2019. Ainda em 2018, Galápagos é adquirida pela editora francesa Asmodee.
Em maio de 2019, Starfinder é finalmente lançado pela New Order,  em comemoração aos 20 anos de Tormenta, a Jambô lança no site Catarse, uma campanha de financiamento coletivo de Tormenta 20.

### Década de 2020
Em 2020, a lei que impedia a venda de livros de RPG em Vila Velha foi revogada. Em março de 2022, a Wizards of the Coast anunciou que ela mesma publicaria Dungeons & Dragons no país. Em agosto de 2023, a Jambô lança uma campanha de uma nova versão 3D&T (agora grafado como 3DeT), chamada 3DeT Victory.
Em fevereiro de 2024, a Wizards of the Coast anunciou que iria parar de publicar o Dungeons and Dragon e Magic: The Gathering no país. Em março do mesmo ano, Marcelo Telles anuncia o fim do RedeRPG.  A editora RPG Planet Books & Games lança Traveller RPG através de financiamento coletivo no Catarse. Após 4 eventos na década de 2000, é realizado o V Simpósio de RPG, Larp e Educação, desta vez incluíndo o Larp ( live action RPG). O RPG é discutido em outros eventos como o Simpósio Brasileiro de Jogos e Entretenimento Digital e o Simpósio Fluminense de Jogos e Educação (organizado pela Ludus Magisterium). Nos eventos, esteve presente Eliane Bettocchi, ilustradora da primeira versão de Tagmar e de O Desafio dos Bandeirantes, que  pesquisa RPG desde 1999. Em junho de 2025, a Galápagos anunciou que passaram a usar o nome da francesa Asmodee a partir de setembro do mesmo ano, logo em seguida, comunicou que irá publicar D&D novamente no país, com lançamento previsto para 2026.

## Publicações

### Obras brasileiras
- Tagmar, o 1º RPG Brasileiro[169], atualmente está na sua 3ª versão (1991).[170]
- O Desafio dos Bandeirantes, o 1º com ambientação baseada no folclore brasileiro (1992).
- Demos Corporation, de Tarquínio Teles e Maurício Amaral, voltado para espionagem (1994).[171][26]
- Monstros, um RPG de sátira e humor (1995)[172].
- Millenia na linha de ficção científica/space opera (1995).[43]
- Arkanun RPG de horror que utiliza o Sistema Daemon (1995)[173]
- Era do Caos - Retratando o Colapso das metrópoles brasileiras no início do Séc.XXI (1997)[174]
- SIGNUS RPG - Sistema Genérico - Níveis variados e sistema de personalidade. (1997)
- Defensores de Tóquio,  RPG de super-heróis japoneses (1995)[175] . Agora está na sua sexta versão conhecida como 3DeT Victory.
- Dragão Verde, RPG medieval  de Worney Almeida de Souza, publicado pela revista Comix Milênio (2002).[79]
- Sirius (Sistema de Regras de Interpretação de Uso Simplificado) Fastplay, sistema genérico de Rogério Mendes,[176] encartado na revista Universo Fantástico do RPG nº 1 da editora Camargo & Moraes (2002)[177]
- Utopia D10, um sistema genérico que usava o D10 (2003).[178]
- Tormenta, cenário de campanha criado na Dragão Brasil, foi adaptado para 3D&T, Daemon, D20 e ganhou um sistema OGL (2003)[179]
- OPERA RPG - Regras práticas e ajustáveis de RPG que permitem a criação de qualquer cenário de jogo (2004).[180]
- Angus RPG, baseado na série de livros de mesmo nome (2004)[88]
- Invasão, misturando Arquivo X com história brasileira (2004).
- Clavius, um sistema de RPG gratuito (2004).[181]
- Nexus D6 (2005)[182]
- RPGQuest Sistema para iniciantes que mistura RPG com jogo de tabuleiro (2005)[183]
- Power Cars (2006)
- RPG Desafios, RPG para uso terapêutico para prevenção e tratamento do uso de drogas na adolescência (2009).[184]
- Old Dragon Sistema de RPG OGL, baseado em jogos "Old School" (2010).[185]
- Ohmtar, primeiro cenário de RPG nacional voltado para D&D 4.0 (2012)[186]
- United Earth Defence, RPG de ficção científica pós apocalíptico sobre humanos sobrevivendo após uma invasão alienígena. (2013)[187]

- Déloyal - Um RPG sobre resistência e liberdade contra poderes opressores. (2016)[188]
- Pesadelos Terríveis - Um RPG de horror psicológico que expande o universo dos quadrinhos Beladona. (2017)[189]
- Duello - Um RPG sobre a jornada de combatentes e seu legado na Cidade Iluminada. (2017)
- Saqueadores do Destino - Um RPG narrativo de exploração de masmorras com regras leves e alta letalidade.  (2017)
- Causos - Um RPG sobre mistério, investigação e folclore nacional. (2017)
- NeoGhaluni - Fantasia urbana heroica em um RPG de ação e aventura.  (2017)[190]
- Belregard - Horror medieval em um RPG de fantasia sombria. (2018)[191]
- Arquivos Paranormais - Um RPG de investigação de casos Insólitos.  (2018)[192]
- Pacha - Um RPG de ficção científica baseado em culturas andinas.  (2018)
- SeanchaS - Um RPG narrativo sobre mitos,  lendas e identidade. (2018)
- Encantos - Garotas mágicas e super sentai em um RPG de humor infanto-juvenil.  (2019)
- Chumbo Grosso - Um RPG de caipiras detonando alienígenas. (2019)
- Ceifadores - Um RPG narrativo sobre matadores em sua jornada de dramas. (2019)
- Asas da Vizinhança - Um RPG sobre aves, dramas, poesia e lirismo.  (2019)
- Magos Lacunares da Torre Púrpura - Descoberta e aprendizagem em um RPG sobre uma escola de magia bem divertida.  (2020)
- Serviço de Manutenção do Domo - Um RPG de ficção científica ecofuturista e decolonial.  (2020)
- Casos RPG - RPG aventuras realísticasfocado na investigação (2020) [193]
- Amores da Vila do Caju - Amor, emoção e poesia em um RPG sobre autodescoberta.  (2021)
- Valkíria RPG - Um RPG narrativo sobre um Brasil alternativo e pós-apocalíptico, ambientado no universo dos quadrinhos homônimos de Alex Mir e Alex Genaro. (2021)
- A Tensão - Um robô aprende sobre drama humanos neste RPG. (2022)
- Thordezilhas - RPG de pirataria,  fantasia e folclore nacional (2022)[194]
- Patas da Vizinhança - Um RPG sobre insetos, dramas, poesia e lirismo.  (2022)
- O Bonde Fantástico - Um RPG de fantasia periférica, um RPG favelocentrado. (2022)
- Lições RPG - Um RPG narrativo sobre viagens para mundos paralelos, sobre narrativas isekai. (2022)
- Herdeiros dos Antigos - Horror social e cósmico que rasura os mitos de Cthulhu e toda a tradição lovecraftiana.  (2022)
- Terrores Insólitos - Um RPG de mistério, horror e sobrevivência.  (2022)[195]
- Sob a Sombra dos Chifres - Um RPG solo de fantasia sombria sobre maculados encarando demônios. (2022)
- Abandonai toda esperança - Um RPG sobre a jornada pelos círculos infernais da Divina Comédia. (2023)[196]
- Breu - Um RPG de fantasia que une a tradição de RPGs narrativos às demandas presentes. (2023)[197]
- Muralhas de Jericó - Um RPG de Ficção Científica do gênero space opera. (2023)[198]
- O Legado RPG (2023) - Um RPG de fantasia heróico urbana [199][200]
- Quilombo 0 - Um RPG afrofuturista (2024)[201]

### Obras estrangeiras
- G.U.R.P.S. - Generic Universal Role Playing System - Jogo de RPG genérico, podendo ser ambientado em qualquer lugar ou época (1991)
- Vampiro, A Máscara - Jogo de RPG onde o jogador pode assumir um personagem vampiro (1994)
- First Quest - versão simplificada das regras do AD&D 2ª Edição. (1995)
- Advanced Dungeons & Dragons 2ª Edição - RPG de Fantasia Medieval (1996)
- Dungeons & Dragons 3ª e 4ª Edição - RPG de Fantasia Medieval (2000)
- Vários outros, incluindo Castelo Falkenstein, Cyberpunk 2020, Shadowrun
- Legend of the Five Rings, RPG inspirado no Extremo Oriente
- Star Wars: Edge of the Empire, RPG baseado na franquia de space opera Star Wars